# 佳味康吉鰻
佳味康吉鰻（學名：Conger esculentus），又稱佳味糯鰻，是輻鰭魚綱鰻形目康吉鳗科康吉鳗属的其中一種，分布於大西洋中西部，包括古巴、牙買加和整個南美洲北部海域，深度120至400公尺，本魚身體延長，尾部側扁漸細，體長可達160公分，棲息在岩礁及珊瑚礁洞穴，為底棲性魚類，以魚類為食，生活習性不明，可做為食用魚。